# U 1203
Das U 1203 war ein deutsches Unterseeboot vom Typ VII C der Danziger Schichau Werft, welches von der Kriegsmarine während des letzten Kriegsjahres im Rahmen des U-Boot-Krieges im Nordatlantik, in der Biskaya und im Ärmelkanal zum Einsatz kam. Zu dieser Zeit hatte ein VII C-Boot eine durchschnittliche Lebenserwartung von 44 Tagen.

## Bau und Indienststellung vonU 1203
U 1203's Geschichte begann mit dessen Bauauftrag vom 14. Oktober 1941, welcher zudem noch drei andere Typ VII C U-Boote (U 1200, U 1201, U 1202 und U 1204) für die Schichau-Werke umfasste. Das U-Boot wurde am 15. Mai 1943 mit der Baunummer 1577 auf Kiel gelegt und am 9. Dezember des Jahres vom Stapel gelassen. Die Indienststellung erfolgte am 10. Februar 1944 unter Oberleutnant zur See Erich Steinbrink, welcher das U-Boot nur in der Ausbildung kommandieren sollte. Das Boot führte ein Turmemblem: Ein Adler, welcher eine Schlange, mit der britischen Flagge auf einem Zylinder, attackierte. Das Zeichen befand sich auf einem Roten Schild.
Nachdem er U 1203 im Juli 1944 an Oberleutnant zur See Sigurd Seeger abgegeben hatte, wurde Steinbrink Ausbildungsoffizier bei der 1. U-Ausbildungsabteilung. Später kommandierte er das Typ VII C/41 Boot U 293 in Vertretung für Kapitänleutnant Leonhard Klingspor auf einer Unternehmung, und später übernahm er das Typ VII C Boot U 953 von Oberleutnant zur See Herbert A. Werner, welches er bis Kriegsende kommandierte.

## Einsätze des U-Bootes

### Verlegungsfahrt
U 1203 verließ am 4. Januar 1945, unter dem Kommando von Oberleutnant zur See Sigurd Seeger, den Hafen von Kiel, und verlegte nach Horten, wo es drei Tage später, ohne Vorkommnisse, eintraf.

### 1. Unternehmung
Das Boot verließ am 15. Januar Horten und lief am 16. Januar um 6:00 Uhr in Kristiansand ein, wo einige Ergänzungen durchgeführt wurden. Es lief am nächsten Tag um 2:00 Uhr von dort aus und befand sich 72 Tage auf See. Die Operationsgebiete des Bootes waren der Nordatlantik, die Biskaya und der Ärmelkanal. Am 24. Februar um 23:40 Uhr sichtete Kommandant Seeger 60 Seemeilen nordwestlich von Brest den britischen A/S Trawler HMS Ellesmere (FY 204) und feuerte einen T V Zaunkönig ab. Der Trawler wurde Backbords am Bug getroffen und verschwand in einer gewaltigen Explosion. Trotz sofortiger Suche, konnten keine Überlebenden gefunden werden. Alle 37 Besatzungsmitglieder der Ellesmere kamen ums Leben. U 1203 kehrte am 30. März nach Trondheim zurück, doch am Turm befand sich nicht das Adler und Schlange Emblem, da es sich während der Fahrt von seiner Halterung gelöst hatte und dadurch verloren ging. Das Boot verblieb bis zum Ende des Krieges in Trondheim.

### Überführungsfahrt
Nach der Kapitulation verlegten am 29. Mai U 1203 und alle U-Boote, die sich zurzeit in Trondheim befanden, nach Scapa Flow und von dort aus entweder in das schottische Loch Ryan oder in den Hafen von Londonderry im nordirischen Lisahally, um dort auf ihre Versenkung bei der Operation Deadlight zu warten.

## Versenkung
Am 6. Dezember schlug für U 1203 die letzte Stunde. Es wurde vom britischen Zerstörer HMS Mendip auf die Position 55° 50' N - 10° 05' W in den Marineplanquadrat AM 5169 geschleppt und am 8. Dezember um 9:00 Uhr durch zwei Barracuda Torpedobomber der Squadron 816 des Geleitflugzeugträgers HMS Nairana versenkt.